# RBC Televisión
Viva Televisión is een televisiezender in Peru die sinds 2022 uitzendt vanuit de hoofdstad Lima. De zender zendt uit via de ether, het internet en in sommige steden via de kabel. De televisiezender werd opgericht in 1986 en vervanging van, Bego TV, bestond tussen 1966 en 1973.